# Copacetic
Copacetic es el primer álbum de estudio de la banda estadounidense de rock Knuckle Puck. Tras la publicación de varios EP, y la incorporación del bajista Ryan Rumchaks, la banda comenzó a escribir material para su álbum debut. A finales de diciembre, se anunció que la banda había firmado con Rise Records. Maida mencionó que Rise sería "un nuevo generoso hogar" para el grupo. La banda grabó en Always Be Genius Recording Studios entre febrero y abril de 2015, con el productor Seth Henderson. Copacetic fue lanzado a través de Rise el 31 de julio. El álbum vendido más de 8000 copias en la primera semana, alcanzando el número 61 en el Billboard 200. También logró el top 20 en varias listas de Billboard y el top 50 en varias listas del Reino Unido.

## Antecedentes
Knucle Puck comenzó haciendo covers en el otoño de 2010, en las afueras de Chicago. La banda estaba formada por el vocalista Joe Taylor, el guitarrista Kevin Maida y el baterista John Siorek. El grupo comenzó a escribir canciones en abril de 2011 con la adición del guitarrista Nick Casasanto. el grupo no tenía a nadie permanente en el bajo. la banda lanzó varios EP. En la primavera de 2014, la banda integró al bajista Ryan Rumchaks. En octubre, la banda lanzó un EP titulado  "While I Stay Secluded EP". Maida reveló que la banda considerada ese EP su mejor trabajo hasta el momento. en noviembre y diciembre, la banda teloneo a Modern Baseball en su gira de otoño. el 22 de diciembre Knuckle Puck firmó con Rise Records y planificó el lanzamiento de su álbum debut en el verano de 2015.

## Producción
El 26 de febrero, la banda anunció que habían empezado a grabar su álbum debut y el 1 de abril, que lo habían terminado.  El álbum fue producido por Seth Henderson en Always Be Genius Recording Studios. Henderson también mezcló el álbum, mientras que Kris Crummett lo masterizó.

## Lanzamiento
El 11 de junio de 2015, Copacetic, fue anunciadó. La lista de canciones y cubierta del álbum fueron reveladas. La cubierta fue hecha por Ben Sears, que también proporcionó el diseño. El 19 de junio, una video musical fue lanzado para "Disdain". el video fue dirigido por Max Moore. el 30 de junio, "True contrite" se puso a disposición para la transmisión. el 6 de julio, "Disdain" y "True contrite" fueron lanzados como sencillos. el 14 de julio, "Pretense" se puso a disposición para la transmisión. el 23 de julio, el álbum fue puesto a disposición para la transmisión. Copacetic fue puesto en libertad el 31 de julio a través de Rise.  El 10 de agosto, un video musical de "True contrite" fue publicado.
El 11 de febrero de 2016, un video musical fue lanzado para "Pretense".  El video fue dirigido por SÍ! Films y filmó en Canadá unas pocas semanas antes.

## Recepción

### rendimiento comercial
Copacetic vendió 8.482 copias en la primera semana. El álbum logró en los EE. UU., el número 61 en el Billboard 200. El álbum también llegó al número 3 en la lista de álbumes de Hard Rock, el número 4 en Alternative Albums , el número 5 en la lista de álbumes independientes,  el número 6 en la lista de Top discos de rock, y el número 6 en la lista de vinilo. el álbum alcanzó en el Reino Unido el número 12 en la lista de álbumes Independiente hidráulicos, el número 28 en la lista de los álbumes rock & metal, y el número 47 en la lista de álbumes independientes.

### Recepción de la crítica
Jack Rogers de Rock Sound mencionó que el álbum muestra "su estilo emocional abollado" . [ En general, señaló que "invirtieron hasta la última gota" de sí mismos para crear un "album debut de pop-punk condenadamente bueno". De Cleveland.com, Troy L. Smith observó que las personas que les gustaba álbumes pop punk de principios de los años 2000 como de No Pads, No Helmets...Just Balls (2002) y Sticks and Stones (2002) disfrutaría Copacetic. Smith escribió que la voz de Taylor era "un buen cambio de ritmo" en comparación con "la voz quejumbrosa" típica del pop punk . Smith terminó con hacer mención de la toma de riesgos, con el tema de cierre de ocho minutos "Untitled". el revisor de Allmusic Timoteo Monger señaló el sonido del álbum "desde ardiente, emo épica y pop -punk al más lento de tarifas, más contemplativo ".
El álbum se incluyó en el número 9 de la lista de los 50 mejores lanzamientos de 2015 de Rock Sound.

## Lista de canciones
| N.º   | Título                        | Duración |  |
| 1.    | «Wall to Wall (Depreciation)» | 2:18     |  |
| 2.    | «Disdain»                     | 2:44     |  |
| 3.    | «Poison Pen Letter»           | 3:39     |  |
| 4.    | «Swing»                       | 3:43     |  |
| 5.    | «Ponder»                      | 2:10     |  |
| 6.    | «Evergreen»                   | 3:28     |  |
| 7.    | «True Contrite»               | 4:55     |  |
| 8.    | «Stationary»                  | 2:05     |  |
| 9.    | «In Your Crosshairs»          | 4:42     |  |
| 10.   | «Pretense»                    | 3:05     |  |
| 11.   | «Untitled»                    | 7:51     |  |
| 40:47 |                               |          |  |

## Personal
Knuckle Puck
- Nick Casasanto – guitarra, coros
- Kevin Maida – guitarra
- Ryan Rumchaks – bajo
- John Siorek – batería
- Joe Taylor – voz

Producción
- Seth Henderson – productor, mezcla
- Ben Sears – diseñador de cubierta
- Kris Crummett – masterización

## Posicionamiento
| Listas (2012)                      | Posición |
| ---------------------------------- | -------- |
| UK Independent Albums              | 47       |
| UK Independent Album Breakers      | 12       |
| UK Rock & Metal Albums             | 28       |
| U.S. Billboard 200                 | 61       |
| U.S. Billboard Alternative Album   | 4        |
| U.S. Billboard Vinyl Albums        | 13       |
| U.S. Billboard Top Internet Albums | 4        |
| U.S. Billboard Top Rock Albums     | 6        |
| U.S. Billboard Hard Rock Albums    | 3        |
| U.S. Billboard Independent Albums  | 5        |

- Datos: Q20735549